# نشنال اکسپرس
نشنال اکسپرس (انگلیسی: National Express) شرکت ترابری بریتانیایی است، که در سال ۱۹۷۲ تأسیس شد.